# 塔古爾河
塔古爾河是俄羅斯的河流，屬於比留薩河的左支流，由伊爾庫茨克州負責管轄，河道全長300公里，流域面積約7,990平方公里，發源自東薩彥嶺，河水主要來自雨水。